# Sedum stellariifolium
Sedum stellariifolium là một loài thực vật có hoa trong họ Crassulaceae. Loài này được Franch. miêu tả khoa học đầu tiên năm 1883.